# Anii 390 î.Hr.
Secole: Secolul al V-lea î.Hr. - Secolul al IV-lea î.Hr. - Secolul al III-lea î.Hr.
Decenii: Anii 440 î.Hr. Anii 430 î.Hr. Anii 420 î.Hr. Anii 410 î.Hr. Anii 400 î.Hr. - Anii 390 î.Hr. - Anii 380 î.Hr. Anii 370 î.Hr. Anii 360 î.Hr. Anii 350 î.Hr. Anii 340 î.Hr.
Anii: 400 î.Hr. | 399 î.Hr. | 398 î.Hr. | 397 î.Hr. | 396 î.Hr. | 395 î.Hr. | 394 î.Hr. | 393 î.Hr. | 392 î.Hr. | 391 î.Hr. | 390 î.Hr.
Evenimente